# Персональні демони
Персональні демони (англ. Personal Demons) — другий сегмент 18-го епізоду 1-го сезону телевізійного серіалу «Зона сутінків».

## Сюжет
Головний герой епізоду, відомий американський сценарист-корифей Рокне С. О'Беннон, знаходиться у творчій кризі, яка триває вже протягом двадцяти років, — весь цей період він майже нічого не пише. Своєю проблемою він ділиться з приятелем, який зайшов до нього в гості. На це чоловік відповідає письменникові, що той втомився та йому вже потрібно йти на пенсію. О'Беннон категорично відмовляється завершувати свою діяльність, оскільки вважає, що творча криза — явище тимчасове й він ще здатен займатися творчістю. Вийшовши зі свого місця роботи на вулицю, сценарист помічає в компанії дітлахів, що знаходиться неподалік нього, невідому істоту, зовні схожу на чудовисько та вдягнену в чорний одяг, який нагадує образ Смерті. О'Беннон сідає в свій автомобіль, але істота встигає підійти до нього та, ставши впритул до автівки, починає дряпати скло. Наляканий письменник тисне на газ та швидко від'їжджає звідси.
Від цього часу демони починають всюди переслідувати письменника. Пізно ввечері, розважаючись у себе вдома в компанії друзів, О'Беннон випадково виглядає з вікна та бачить, як вже декілька таких самих істот знищують його автомобіль. Швидко вийшовши на вулицю разом з компанією, письменник застає свою автівку абсолютно понівеченою. Самих чудовиськ на місці вже немає. Друзі радять О'Беннону терміново звернутися до поліції.
Подібна історія трапляється з письменником, коли той відпочиває в барі зі своїм агентом. Останній намагається з'ясувати, що трапилося з О'Бенноном, адже він вже протягом довгого періоду часу не написав жодного твору. Письменник спочатку відмовляється говорити про це, але потім зізнається в тому, що його переслідують невідомі чудовиська. В цей час вони заходять до бару та починають наближатися до того місця, де сидить письменник. О'Беннон, побачивши монстрів, чимдуж тікає з закладу. Співрозмовник О'Беннона з подивом спостерігає за ним, оскільки він, так само як і всі інші люди, не бачить їх, вони існують тільки для самого письменника.
Далі чудовиська починають знищувати рукописи О'Беннона. Наприкінці епізоду вони оточують письменника в щільне кільце. Сценарист, перебуваючи в розпачі та не знаючи, як позбавитися непроханих гостей, питає, що він має зробити для того, щоб вони покинули його. На це один з монстрів відповідає О'Беннону, що він має написати про них твір, і тільки тоді вони залишать його назавжди. О'Беннон починає свою роботу, і в цей час монстри зникають з його життя один за одним.

## Цікаві факти
- Тривалість епізоду становить лише дванадцять хвилин.
- Епізод не має оповіді ні на початку, ні в кінці.
- Актор Мартін Бальзам, який зіграв роль Рокне С. О'Беннона, знімався також в четвертому (перший сезон) та сто п'ятнадцятому (четвертий сезон) епізодах оригінальної «Зони сутінків» — «The Sixteen-Millimeter Shrine» («шістнадцятиміліметрова святиня») та «The New Exhibit» («Нова виставка») відповідно.

## Ролі виконують
- Мартін Бальзам — Рокне С. О'Беннон
- Клайв Ревілл — агент
- Джошуа Шеллі — Герман Голд
- Марлена Джіові — вдова
- Пенні Бейкер — Пем
- Стівен Фленіган — Гаррі
- Томмі Медден — перше чудовисько
- Біллі Куртіс — друге чудовисько
- Гарі Фрідкін — третє чудовисько
- Кевін Томпсон — четверте чудовисько
- Деніел Фрішмен — п'яте чудовисько
- Лу Керрі — шосте чудовисько
- Джеррі Мерен — сьоме чудовисько

## Прем'єра
Прем'єрний показ епізоду відбувся у Великій Британії та США 14 лютого 1986.